# زين العابدين (رسام بنغلاديشي)
زين العابدين وكذلك يشتهر باسم شيلباتشاريا ومعناه "سيد الفن" هو رسام بنغلاديشي. اكتسب شهرة واسعة في عام 1944 من خلال سلسلة لوحاته التي تصور بعض المجاعات الكبرى في البنغال خلال فترة الاستعمار البريطاني. بعد تقسيم شبه القارة الهندية، انتقل إلى باكستان الشرقية (بنغلاديش الآن). في عام 1948، ساعد في إنشاء معهد الفنون والحرف اليدوية (كلية الفنون الجميلة الآن) في جامعة دكا.
وصته صحيفة إكسبرس الهندية بأنه رسام وناشط بنغلاديشي أسطوري.